# Lutjanus aratus
Lutjanus aratus és una espècie de peix de la família dels lutjànids i de l'ordre dels perciformes.

## Morfologia
- Els mascles poden assolir 100 cm de longitud total.[4][5]

## Alimentació
Menja peixos i invertebrats.

## Hàbitat
És un peix marí de clima tropical i associat als esculls de corall que viu fins als 60 m de fondària.

## Distribució geogràfica
Es troba des de Mèxic fins a l'Equador.

## Ús comercial
Es comercialitza fresc.